# Islande aux Jeux olympiques d'hiver de 1960
Cet article contient des informations sur la participation et les résultats de l'Islande aux Jeux olympiques d'hiver de 1960, qui ont eu lieu à Squaw Valley aux États-Unis. 

## Résultats

### Saut à ski
| Athlète                 | Épreuve         | Saut 1   | Saut 1 | Saut 1 | Saut 2   | Saut 2 | Saut 2 | Total  | Total |
| Athlète                 | Épreuve         | Distance | Points | Rang   | Distance | Points | Rang   | Points | Rang  |
| ----------------------- | --------------- | -------- | ------ | ------ | -------- | ------ | ------ | ------ | ----- |
| Skarphéðinn Guðmundsson | Tremplin normal | 64,0 m   | 73,0   | 43     | 64,0 m   | 82,7   | 41     | 155,7  | 43    |

### Ski alpin

#### Hommes
| Athlète               | Épreuve      | Manche 1     | Manche 1 | Manche 2                   | Manche 2 | Total                      | Total |
| Athlète               | Épreuve      | Temps        | Rang     | Temps                      | Rang     | Temps                      | Rang  |
| --------------------- | ------------ | ------------ | -------- | -------------------------- | -------- | -------------------------- | ----- |
| Eysteinn Þórðarson    | Descente     |              |          |                            |          | 2 min 26 s 2               | 37    |
| Kristinn Benediktsson | Descente     |              |          |                            |          | 2 min 26 s 0               | 36    |
| Jóhann Vilbergsson    | Descente     |              |          |                            |          | 2 min 24 s 6               | 33    |
| Jóhann Vilbergsson    | Slalom géant |              |          |                            |          | Disqualifié (2 min 18 s 2) | –     |
| Kristinn Benediktsson | Slalom géant |              |          |                            |          | 2 min 06 s 1               | 34    |
| Eysteinn Þórðarson    | Slalom géant |              |          |                            |          | 1 min 59 s 1               | 27    |
| Jóhann Vilbergsson    | Slalom       | 1 min 25 s 7 | 40       | Disqualifié (1 min 08 s 4) | –        | Disqualifié                | –     |
| Kristinn Benediktsson | Slalom       | 1 min 24 s 1 | 37       | 1 min 13 s 0               | 23       | 2 min 37 s 1               | 23    |
| Eysteinn Þórðarson    | Slalom       | 1 min 17 s 0 | 20       | 1 min 07 s 9               | 17       | 2 min 24 s 9               | 17    |